# Куделица

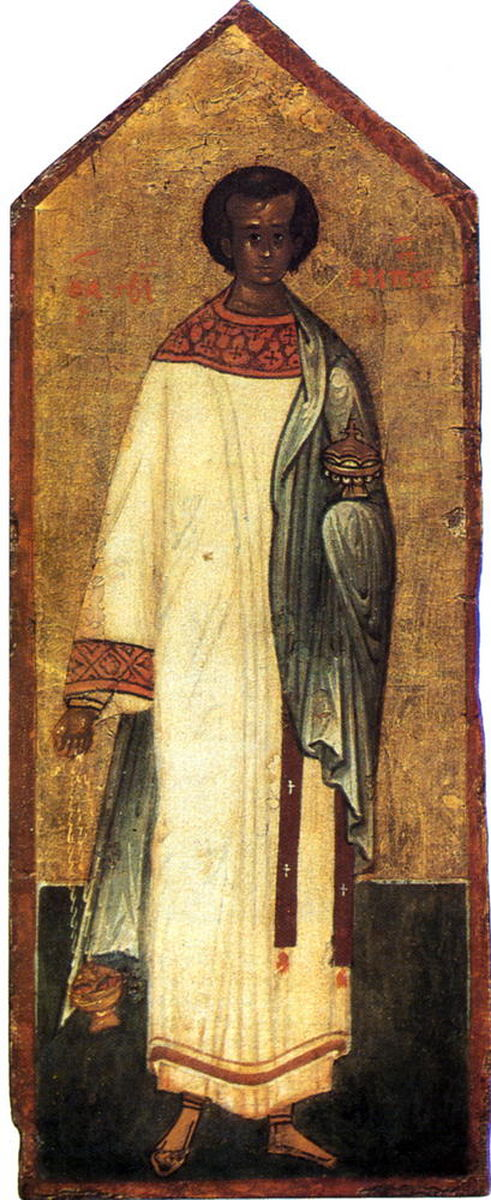
Икона «Апостол Филипп». Россия, XVI век

Куде́лица (Филиппов день) — день в народном календаре у славян, приходящийся на 14 (27) ноября. В этот день по деревням доигрывали последние свадьбы — заканчивали свадебный сезон перед наступлением рождественского поста (Филипповский). Начинается «волчий месяц», «волчьи свадьбы».
Упоминается в Лаврентьевской летописи при сообщении о большом количестве умерших в Киеве зимой 1092 года: «В си же веремена мнози человеци умираху различными недугы, якоже глаголаху продающе корсты (гробы), яко продахомъ корсты от Филипова дне до мясопуста 7 тысячь».

## Другие названия
рус. Филипп, Филиппово заговенье; Филиппов день, Филипповка бел. Юстыніян, Піліпаўскія запусты, Калядныя заговіны, Піліп, Піліпей, Піліпавы запускі, полес. Заговины пилиповчаные, Запуски пилиповские, Запуски пилиповчанские, Запуски пилиповчаные, Запусты пилиповские, Пилип, Пилипей, Пущенье пилиповское; болг. Мратинци.

## Обряды и поверья
Апостолу Филиппу молятся при разных недугах, особенно при глазных болезнях и укусах змей, в печали и скорби.
К заговенью завершалась кудельница — время, когда женщины, девушки, девочки готовили кудель — очищенное от костры волокно льна или конопли, приготовленное для прядения.
День святого Филиппа праздновался широко, щедро: это было Заговенье перед Рождественским постом[страница не указана 3251 день]. Филиппово заговенье — начало рождественского «холодного» поста. Другое название поста — Карачуновский. Это название связано с древним словом «карачун», означавшим тьму, смерть и самую длинную ночь в году. Впоследствии карачуном стали называть внезапную смерть в молодом возрасте.
В Макарьевском уезде в Нижегородской губернии в осенний мясоед проходил мирской обеденный пир — «Никольщина» — с поеданием трёхлетнего, специально откормленного бычка.
С этого времени, около Филиппова дня, начинается «волчий месяц». Существовало поверье, что волки с этого дня «стаятся и начинают бродить, и поближе к жилищам людей подбираются». Со следующего дня начинались «Волчьи свадьбы». Болгары считали, что с 11 по 21 ноября (волчьи праздники), а особенно в этот день, по земле бродят самые опасные болезни; день этот, соответственно, назывался Мратинци (мертвяки).
Филипповки — последний срок свадьбы справлять — конец осенним свадебным неделям (начинались в Покров день), в посты свадеб не играли.
На Филиппово заговенье принято было выносить на двор закуску домовому, чтобы водился скот. Домовых призывали на ужин, величая их и домовыми, и родителями.
Белорусы перед Филиповкой (бел. Піліпаўкай) звали в гости бабу-повитуху.
Во многих сёлах Центральной России с этого дня (до Благовещенья) уходили на отхожий промысел.

## Поговорки и приметы
- Кто не повенчался до Филипповок — молись Богу да жди нового мясоеда[1].
- Пост — свадьбам не потатчик, пива не наварит, на пир-беседу не позовёт[1].
- Не напрядёшь зимою, нечего будет ткать летом[25].